# Cercobarcon bilobatus
Cercobarcon bilobatus är en stekelart som beskrevs av Austin, Wharton och Paul C. Dangerfield 1993. Cercobarcon bilobatus ingår i släktet Cercobarcon och familjen bracksteklar. Inga underarter finns listade i Catalogue of Life.